# Ait Imour
Ait Imour (àrab أيت ايمور, Ayt Īmūr; en amazic ⴰⵢⵜ ⵉⵎⵓⵔ) és una comuna rural de la prefectura de Marràqueix, a la regió de Marràqueix-Safi, al Marroc. Segons el cens de 2014 tenia una població total de 14.544 persones.